# Усама Фейсал
Усама Фейсал Ахмед Абдельхаді Ельтрааві (араб. أسامة فيصل أحمد عبد الهادي الدرعاوي, нар. 1 січня 2001, Каїр) — єгипетський футболіст, нападник клубу «Національний банк» та національної збірної Єгипту.

## Клубна кар'єра
Народився 1 січня 2001 року в Каїрі. Вихованець футбольної школи «Замалека». Дорослу футбольну кар'єру розпочав 2019 року в основній команді того ж клубу, в якій провів два сезони, взявши участь у 20 матчах чемпіонату. 2021 року ставав чемпіоном Єгипту. 
У вересні 2021 року був орендований каїрським клубом «Національний банк». За рік оренду було подовжено, а в лютому 2024 року клуб уклав з гравцем повноцінний контракт.

## Виступи за збірні
Протягом 2020–2024 років залучався до складу молодіжної збірної Єгипту. На молодіжному рівні зіграв у 6 офіційних матчах, забив 3 голи.
2021 року дебютував в офіційних матчах у складі національної збірної Єгипту.
2024 року включений до заявки олімпійської збірної Єгипту для участі у футбольному турнірі на Олімпійських іграх у Парижі.
| Дата       | Місто | Господарі | Результат | Гості  | Турнір                                | Голи | Примітки |
| ---------- | ----- | --------- | --------- | ------ | ------------------------------------- | ---- | -------- |
| 1-12-2021  | Доха  | Єгипет    | 1 – 0     | Ліван  | Кубок арабських націй 2021 - 1-й етап | -    | 84'      |
| 4-12-2021  | Доха  | Судан     | 0 – 5     | Єгипет | Кубок арабських націй 2021 - 1-й етап | -    | 73'      |
| 15-12-2021 | Доха  | Туніс     | 1 – 0     | Єгипет | Кубок арабських націй 2021 - півфінал | -    | 89'      |
| 12-9-2023  | Каїр  | Єгипет    | 1 – 3     | Туніс  | товариський матч                      | -    | 86'      |
| Усього     |       | Матчів    | 4         |        | Голів                                 | 0    |          |

## Титули і досягнення
- Чемпіон Єгипту (1):

«Замалек»: 2020/21